# Johann Friedrich Schweitzer
Johann Friedrich Schweitzer, apodado Helvétius (17 de enero de 1630, Köthen Alemania - 29 de agosto de 1709, La Haya Reino de los Países Bajos), comúnmente conocido como Johann Friedrich Helvétius, y en español como Juan Federico Helvecio, fue un alquimista, autor de libros de alquimia, botánica y medicina.

## Biografía
Schweitzer era súbdito del Sacro Imperio Romano Germánico de familia de antiguo origen suizo (Cantón de Schwyz), de ahí el apellido Schweitzer.
Nació y fue bautizado el 17 de enero de 1630 en Köthen (Alemania). Sus padres fueron el jurista Balthazar Schweitzer y Anna Braunin.
En 1649 emigró de Alemania a los Países Bajos. Estudió medicina en la Universidad de Harderwijk y obtuvo su doctorado con una tesis sobre la peste. Hasta 1676, vivió en La Haya, después de lo cual se trasladó a Ámsterdam. Comenzó su carrera como médico. En ese momento, se negó a la alquimia.
Se casó el 20 de mayo de 1658 con Johanna Pels. La pareja tuvo tres hijos, dos hijos Jean Claude Adrien y Johannes Josephus, y una hija Elizabeth Baldina.
El 27 de diciembre de 1666 Schweitzer recibió la visita de un seguidor de la alquimia misteriosa, que se identificó como el propietario de la piedra filosofal. En 1667, se publicó bajo el título Vitulus Aureus un informe detallado, que fue reimpreso varias veces y adoptó en compilaciones alquímicos. Sus obras literarias han sido utilizados por algunos alquimistas. Pero no puede ser llamado un seguidor de la alquimia.
Introdujo el uso medicinal de la ipecacuana, planta llegada de Sudamérica, para curar la disentería que luego vendió en exclusiva para Luis XIV, pero el secreto lo entregó al gobierno francés, que hizo pública la fórmula en 1688.
Murió el 29 de agosto de 1709 en La Haya (República Neerlandesa).
Su hijo Jean Claude Adrien también fue médico y emigró a París, donde se convirtió en el médico personal de la reina María Leszczyńska superintendente de la Casa de la Reina. Continuó el tratamiento farmacológico en París.
Uno de sus nietos fue el filósofo francés Claudio Adrián Schweitzer, que compartió el apodo "Helvetius" con su abuelo paterno.

## Principales obras
Xistus Herbarum, Lustiger Spatzierweg der Kräuter. Samuel Broun, Heidelberg 1661.
Vitulus quem aureus Mundus adoraba y techos decorados sehr ein oder Tractätlein curioso ... 1705.
Literatura
Clausius Priesner und Karin Figala, Alquimia. Lexikon einer Wissenschaft hermetischen Beck, München, 1998, ISBN 3-406-44106-8, p. 171
Lynn Thorndike, Historia de la Magia y la ciencia experimental. t. 8, del siglo XVII. Univrsity Columbia Press, EE. UU., 1964, p. 361, 469-471.
John Ferguson, Bibliotheca Chemica t. 1, Londres 1954, p. 383-385.